# Marilia simulans
Marilia simulans är en nattsländeart som beskrevs av Forsslund 1935. Marilia simulans ingår i släktet Marilia och familjen böjrörsnattsländor. Inga underarter finns listade i Catalogue of Life.